# Paper (tạp chí)
Paper (cách điệu: PAPER, nghĩa đen: Giấy) là tạp chí thời trang, văn hóa đại chúng, nghệ thuật và giải trí có trụ sở tại thành phố New York, Mỹ. Một số người nổi tiếng từng lên trang bìa có thể kể đến đó là: Kim Kardashian, Demi Lovato, Katy Perry, Miley Cyrus, Prince, CL, và Jennifer Lopez.
Paper được các biên tập viên Kim Hastreiter và David Hershkovitsra (cùng Lucy Sisman và Richard Weigand) phát hành lần đầu vào năm 1984 dưới dạng một ấn bản đen trắng 16 trang. Sản phẩm được in tại trụ sở của tờ The New York Times. Hiện Paper được phát hành hàng quý và có cả dạng báo in và báo điện tử.